# 群马松岭福祉短期大学
群马松岭福祉短期大学（日语：／ Gunma Shōrei Fukushi Tanki Daigaku *）是过去一所位于日本日本群马县的私立短期大学。

## 概要

### 简介
- 学校最早可以追溯到1914年[1]、短期大学为于1999年开办、由学校法人群马常磐学园经营。招生到于2009年[2]、停办于2011年。为男女同校从开办。

### 历史
- 1999年 群马松岭福祉短期大学成立并同时设置人类福利学科含两个专攻、以下列举。
  - 社会福利专攻（招生到于2006年[2]）
  - 护理福利专攻
- 2003年 儿童福利专攻成立成立于人类福利学科、以下列举。
- 2009年 招生最后、次年停止招生（正式停办于2011年5月2日以后[2]）。

### 宪章
- 请参看**短期大学部的标志 （页面存档备份，存于） （日語） 2014年4月29日阅览。

## 学校环境
- 校区：在了群马县太田市

## 历任校长
- 园田健司：最后短期大学校长[3]

## 组织

### 学科
- 人类福利学科 
  - 社会福利专攻[注 1]
  - 护理福利专攻
  - 儿童福利专攻

### 专科
| - 没有 |

### 业余课程
| - 没有 |

## 相关链接
- 日本短期大学列表